# Franc Peternel
Franc Peternel (ur. 9 listopada 1932 w Kranju, zm. 1 września 2015) – jugosłowiański strzelec.
Reprezentował Jugosławię na igrzyskach w 1976 i 1980. Na obu wystąpił w zawodach w strzelaniu z pistoletu szybkostrzelnego z 25 metrów. W 1976 uplasował się na 15. pozycji, a cztery lata później zajął 23. miejsce. Był najstarszym reprezentantem Jugosławii zarówno w 1976, jak i w 1980. Jest też najstarszym jugosłowiańskim olimpijczykiem w historii.